# Otto Sandrock
Otto Sandrock (* 5. Januar 1930 in Sontra, Landkreis Rotenburg (Fulda), Provinz Hessen-Nassau; † 15. März 2017 in Münster) war ein deutscher Rechtswissenschaftler, der als ordentlicher Professor vor allem auf den Gebieten des nationalen und internationalen Wirtschaftsrechts im In- und Ausland gelehrt hat.

## Leben
Sandrock, geboren im heutigen Hessen, studierte Rechtswissenschaft an der Georg-August-Universität Göttingen, der Universität Lyon und der Yale University und erwarb den Titel eines Master of Laws (L.L.M.), bevor er bis 1956 erneut in Göttingen bei Günther Beitzke mit einer Arbeit zur Belegenheit von Mitgliedschaftsrechten an Kapitalgesellschaften im Internationalprivatrecht promovierte und zum Dr. jur. promoviert wurde. Nach Referendariat, 2. Staatsexamen und einer kurzen Tätigkeit beim Auswärtigen Amt – einschließlich Attaché‐Prüfung – schlug er die universitäre Laufbahn ein und habilitierte sich 1965 sich mit der Schrift Grundbegriffe des Gesetzes gegen Wettbewerbsbeschränkungen an der Universität Bonn. Im Anschluss begann er in Bonn seine Lehrtätigkeit. 1967 bis 1980 war er Inhaber des Lehrstuhls für Bürgerliches Recht, Handels- und Wirtschaftsrecht, Internationales Privatrecht und Rechtsvergleichung an der Ruhr-Universität Bochum. 1980 wurde er an die Westfälische Wilhelms-Universität (Münster) berufen und dort 1981 Mitdirektor des von ihm mit gegründeten Instituts für Internationales Wirtschaftsrecht (Institut für Ausländisches und Internationales Privat- und Wirtschaftsrecht) und blieb dies bis zu seiner Emeritierung 1995. Nach der Emeritierung wurde er Partner der Rechtsanwaltskanzlei Kanzlei Hölters & Elsing und als Rechtsanwalt beim Oberlandesgericht Düsseldorf zugelassen.

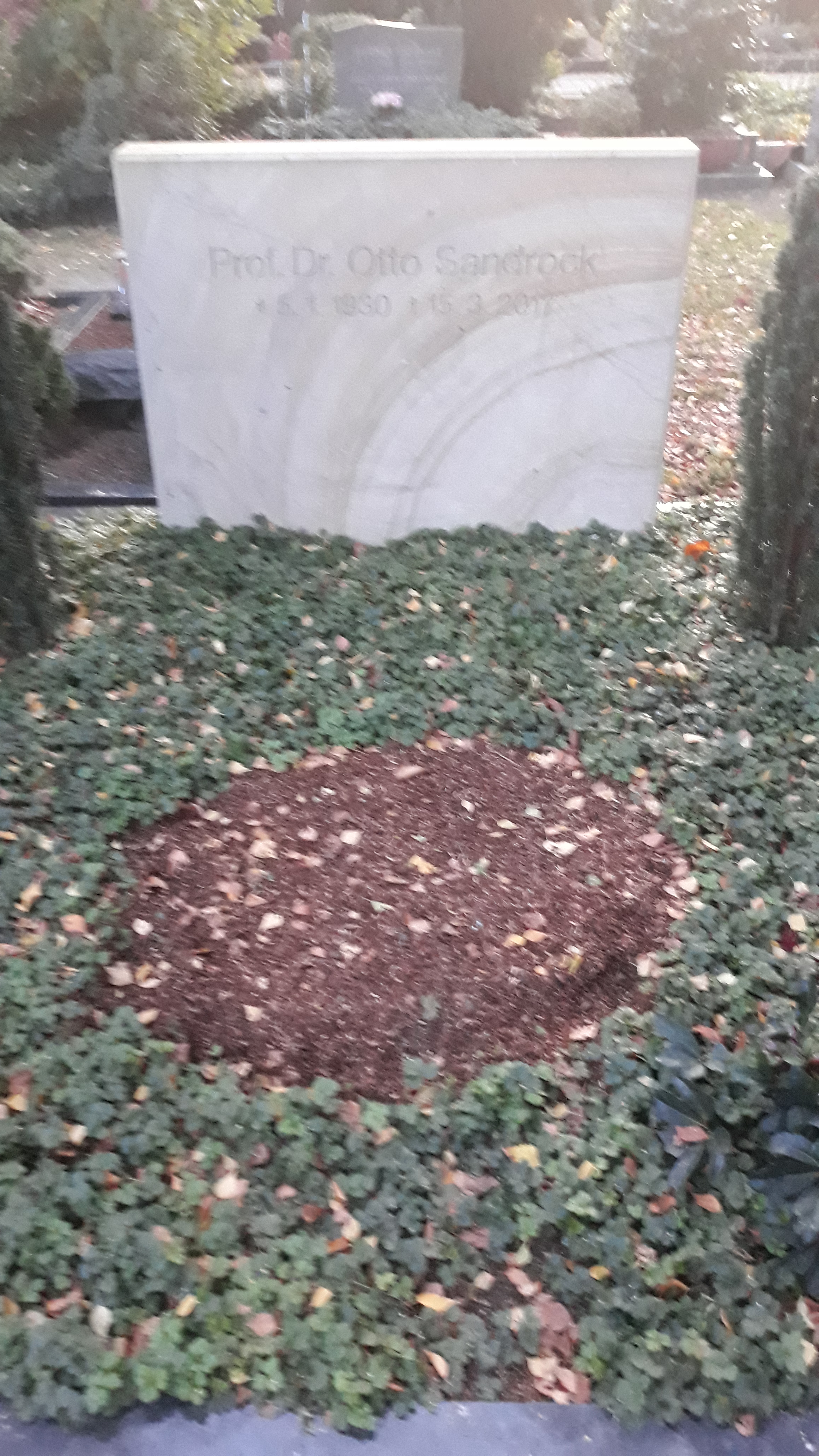
Das Grab von Otto Sandrock auf dem Zentralfriedhof Münster

Sandrock war verheiratet und Vater zweier Töchter. Er starb 2017 im Münsteraner Stadtteil Gremmendorf.

## Werk
Der Schwerpunkt Sandrocks Forschung war das internationale Handels- und Wirtschaftsrecht. Großen Einfluss hatte die von ihm entwickelte Überlagerungstheorie auf das europäische Gesellschaftsrecht, die die Sitztheorie und Gründungstheorie verdrängte und der der EuGH beginnend mit der Centros-Entscheidung folgte und weiter folgt.

## Schriften
- Grundbegriffe des Gesetzes gegen Wettbewerbsbeschränkungen, XV, S. 556, München. 1968.
- Handbuch der Internationalen Vertragsgestaltung, Ein Leitfaden für den Abschluß von Verträgen im Internationalen Wirtschaftsverkehr, Bd. I: S. I – XXIII, 1 – 635, Bd. II: S. I – XIX, 636 – 1288, Heidelberg 1980,
- Hans Jürgen Sonnenberger (Hrsg.): Vorschläge und Berichte zur Reform des europäischen und deutschen internationalen Gesellschaftsrechts, 6 25 S., Tübingen 2007.
- Völkerrechtliche Grenzen staatlicher Gesetzgebung, Zeitschrift für Vergleichende Rechtswissenschaft Bd. 115 (2016) S. 1–94

## Ehrungen und Auszeichnungen
- Ernst C. Stiefel u. a. (Hrsg.), Iusto Iure, Festgabe für Otto Sandrock zum 65. Geburtstag, Heidelberg 1995, ISBN  3-8005-1137-1
- Klaus Peter Berger u. a. (Hrsg.), Festschrift für Otto Sandrock zum 70. Geburtstag, Heidelberg 2000, ISBN  3-8005-1242-4
- Werner F. Ebke u. a. (Hrsg.), Das deutsche Wirtschaftsrecht unter dem Einfluss des US-amerikanischen Rechts, Frankfurt a. M. 2011 (ISBN  978-3-8005-1523-3) (Symposium zum 80. Geburtstag von Otto Sandrock)
- Im Jahre 2014 wurde ihm (zusammen mit Bernhard Großfeld) eine Festgabe gewidmet, die eine Würdigung seiner Person durch Werner Ebke und Aufsätze von mehreren ostasiatischen und einem südafrikanischen Kollegen enthält.
- Koresuke Yamauchi u. a. (Hrsg.), Meilensteine im Internationalen Privat- und Wirtschaftsrecht, Tokio 2014 (ISBN 978-4-8057-0591-9).